# Іванова-Єгорова Марія
Марія Іванова-Єгорова (нар. 5 березня 1985) — білоруська борчиня вільного стилю, срібна призерка чемпіонату світу, бронзова призерка чемпіонату Європи, срібна призерка Кубку світу.

## Життєпис
Боротьбою почала займатися з 1999 року. У 2004 році здобула срібну медаль чемпіонату Європи серед юніорів.
Виступала за МГШВСМ, Мінськ. Тренери — Сергій Шкрадюк (з 1999), Сергій Смаль (з 2009).

## Спортивні результати на міжнародних змаганнях

### Виступи на Чемпіонатах світу
| Змагання                        | Збірна   | Вагова категорія          | Місце  |
| ------------------------------- | -------- | ------------------------- | ------ |
| Чемпіонат світу з боротьби 2005 | Білорусь | жіноча боротьба, до 55 кг | 14     |
| Чемпіонат світу з боротьби 2006 | Білорусь | жіноча боротьба, до 55 кг | Срібло |
| Чемпіонат світу з боротьби 2007 | Білорусь | жіноча боротьба, до 51 кг | 14     |
| Чемпіонат світу з боротьби 2009 | Білорусь | жіноча боротьба, до 51 кг | 20     |
| Чемпіонат світу з боротьби 2010 | Білорусь | жіноча боротьба, до 51 кг | 12     |
| Чемпіонат світу з боротьби 2011 | Білорусь | жіноча боротьба, до 51 кг | 10     |

### Виступи на Чемпіонатах Європи
| Змагання                         | Збірна   | Вагова категорія          | Місце  |
| -------------------------------- | -------- | ------------------------- | ------ |
| Чемпіонат Європи з боротьби 2005 | Білорусь | жіноча боротьба, до 55 кг | Бронза |
| Чемпіонат Європи з боротьби 2006 | Білорусь | жіноча боротьба, до 55 кг | 5      |
| Чемпіонат Європи з боротьби 2010 | Білорусь | жіноча боротьба, до 51 кг | 13     |
| Чемпіонат Європи з боротьби 2011 | Білорусь | жіноча боротьба, до 51 кг | 5      |

### Виступи на Кубках світу
| Змагання                    | Збірна   | Вагова категорія          | Місце  |
| --------------------------- | -------- | ------------------------- | ------ |
| Кубок світу з боротьби 2007 | Білорусь | жіноча боротьба, до 55 кг | Срібло |

### Виступи на інших змаганнях
| Змагання                                     | Збірна   | Вагова категорія          | Місце  |
| -------------------------------------------- | -------- | ------------------------- | ------ |
| Гран-прі Німеччини з боротьби 2006           | Білорусь | жіноча боротьба, до 55 кг | Бронза |
| Гран-прі Німеччини з боротьби 2009           | Білорусь | жіноча боротьба, до 51 кг | 20     |
| Гран-прі Німеччини з боротьби 2010           | Білорусь | жіноча боротьба, до 51 кг | 10     |
| Турнір Олександра Медведя 2011               | Білорусь | жіноча боротьба, до 51 кг | Золото |
| Золотий Гран-прі з боротьби 2011 (Баку)      | Білорусь | жіноча боротьба, до 51 кг | Срібло |
| Київський Міжнародний турнір з боротьби 2011 | Білорусь | жіноча боротьба, до 51 кг | Срібло |
| Відкритий чемпіонат Польщі з боротьби 2011   | Білорусь | жіноча боротьба, до 51 кг | Бронза |
| Турнір Дана Колова — Николи Петрова 2012     | Білорусь | жіноча боротьба, до 55 кг | Бронза |
| Київський Міжнародний турнір з боротьби 2012 | Білорусь | жіноча боротьба, до 55 кг | 9      |

### Виступи на змаганнях молодших вікових груп
| Змагання                                       | Збірна   | Вагова категорія          | Місце  |
| ---------------------------------------------- | -------- | ------------------------- | ------ |
| Чемпіонат світу з боротьби серед юніорів 2003  | Білорусь | жіноча боротьба, до 55 кг | 8      |
| Чемпіонат Європи з боротьби серед юніорів 2004 | Білорусь | жіноча боротьба, до 55 кг | Срібло |